# Baldassar (Händel)
Baldassar (HWV 61) è un oratorio di Georg Friedrich Händel. Il libretto in inglese era di Charles Jennens e Händel lo abbreviò notevolmente. Il libretto di Jennens era basato sul racconto biblico della caduta di Babilonia per mano di Ciro il Grande e la conseguente liberazione della nazione giudaica, come si trova nel libro di Daniele.
Händel compose Baldassar nella tarda estate del 1744 contemporaneamente a Ercole, durante un periodo che Winton Dean chiama "il picco della vita creativa di Händel". Il lavoro fu eseguito in prima la successiva Quaresima il 27 marzo 1745 al His Majesty's Theatre di Londra, con Ann Turner Robinson come Daniela, John Beard come Baldassar/Gobrias e Henry Theodore Reinhold come Ciro. Il lavoro cadde nel dimenticatoio dopo la morte di Händel, con riprese nel Regno Unito nel 1847, 1848 e 1873.

## Dramatis personæ
| Ruolo                                        | Voce      | Interprete              |
| -------------------------------------------- | --------- | ----------------------- |
| Baldassar, Re di Babilonia                   | tenore    | John Beard              |
| Nitocris, madre di Baldassar                 | soprano   |                         |
| Ciro il grande, Principe di Persia           | contralto | Henry Theodore Reinhold |
| Daniele, un profeta Giudeo                   | contralto | Ann Turner Robinson     |
| Gobria, un nobile Assiro, ribellatosi a Ciro | basso     | John Beard              |
| Arioch, un Signore Babilonese                | tenore    |                         |
| Un Messaggero                                | basso     |                         |
| Coro di Saggi                                |           |                         |
| Coro di Giudei                               |           |                         |
| Coro di Babilonensi                          |           |                         |
| Coro di Medi e Persiani                      |           |                         |

## Movimenti

### Atto 1
1. Overture

#### Atto 1, scena 1
- Accompagnato, Nitocris: "Vain, fluctuating state of human empire!"
- Aria, Nitocris: "Thou, God most high, and Thou alone"
- Recitativo, Nitocris e Daniele: "The fate of Babylon, I fear, is nigh."
- Aria, Daniele: "Lament not thus, O Queen, in vain!"

#### Atto 1, scena 2
- Coro of Babilonesi: "Behold, by Persia's hero made"
- Recitativo, Gobrias e Ciro: "Well may they laugh, from meagre famine safe"
- Accompagnato, Gobrias: "Oh, memory!"
- Aria, Gobrias: "Oppress'd with never-ceasing grief"
- Aria, Ciro: "Dry those unavailing tears"
- Recitativo, Ciro: "Be comforted: safe though the tyrant seem"
- Accompagnato, Ciro: "Methought, as on the bank of deep Euphrates"
- Recitativo, Ciro e Gobrias: "Now tell me, Gobrias, does not this Euphrates"
- Aria, Gobrias: "Behold the monstrous human beast"
- Recitativo, Ciro: "Can ye then think it strange, if drown'd in wine"
- Aria, Ciro: "Great God, who, yet but darkly known"
- Recitativo, Ciro: "My friends, be confident, and boldly enter"
- Coro di Persiani: "All empires upon God depend"

#### Atto 1, scena 3
- Aria, Daniele: "O sacred oracles of truth"
- Accompagnato, Daniele: "Rejoice, my countrymen! The time draws near"
- Aria, Daniele: "Thus saith the Lord to Ciro, his anointed"
- Coro di Ebrei: "Sing, O ye Heav'ns, for the Lord hath done it!"

#### Atto 1, Scena 4
- Aria, Baldassar: "Let festal joy triumphant reign"
- Recitativo, Baldassar e Nitocris: "For you my friends, the nobles of my court"
- Aria, Nitocris: "The leafy honours of the field"
- Recitativo, Baldassar e Nitocris: "It is the custom, I may say, the law"
- Coro di Ebrei: "Recall, O king, thy rash command!"
- Recitativo, Nitocris e Baldassar: "They tell you true; nor can you be to learn"
- Duet, Nitocris e Baldassar: "O dearer than my life, forbear!"
- Coro di Ebrei: "By slow degrees the wrath of God to its meridian height ascends"

### Atto 2

#### Atto 2, scena 1
- Coro of Persiani: "See, from his post Euphrates flies"
- Recitativo, Ciro: "Ye see, my friends, a path into the city"
- Aria, Ciro: "Amaz'd to find the foe so near"
- Coro di Persiani: "To arms, to arms, no more delay!"

#### Atto 2, scena 2
- Coro of Babilonesi: "Ye tutelar gods of our empire, look down"
- Aria, Baldassar: "Let the deep bowl thy praise confess"
- Accompagnato, Baldassar e Babilonesi: "Where is the God of Judah's boasted pow'r?"
- Recitativo, Baldassar: "Call all my Wise Men, Sorcerers, Chaldeans"
- Symphony (Enter Wise Men of Babylon)
- Recitativo, Baldassar e Wise Men: "Ye sages, welcome always to your king"
- Coro of Babilonesi: "Oh, misery! Oh terror, hopeless grief!"
- Recitativo, Nitocris e Baldassar: "O king, live for ever!"
- Aria, Daniele: "No, to thyself thy trifles be"
- Accompagnato, Daniele: "Yet, to obey His dread command"
- Recitativo, Nitocris: "Oh, sentence too severe, and yet too sure"
- Aria, Nitocris: "Regard, O son, my flowing tears"

#### Atto 2, scena 3
- Aria, Ciro: "O God of truth, O faithful guide"
- Recitativo, Ciro: "You, Gobrias, lead directly to the palace"
- Coro di Persiani: "O glorious prince, thrice happy they"

### Atto 3

#### Atto 3, scena 1
- Aria, Nitocris: "Alternate hopes and fears distract my mind"
- Recitativo, Nitocris e Daniele: "Fain would I hope. It cannot surely be."
- Aria, Daniele: "Can the black AEthiop change his skin"
- Recitativo, Nitocris, Arioch, e Messenger: "My hopes revive, here Arioch comes!"
- Coro di Ebrei: "Bel boweth down, Nebo stoopeth!"

#### Atto 3, scena 2
- Aria, Baldassar: "I thank thee, Sesach! Thy sweet pow'r"
- A Martial Symphony (during which a battle is supposed, in which Baldassar and his attendants are slain)

#### Atto 3, scena 3
- Aria, Gobrias: "To pow'r immortal my first thanks are due"
- Recitativo, Ciro: "Be it thy care, good Gobrias, to find out"
- Aria, Ciro: "Destructive war, thy limits know"
- Duet, Nitocris e Ciro: "Great victor, at your feet I bow"
- Recitativo, Ciro e Daniele: "Say, venerable prophet, is there aught"
- Soli e coro: "Tell it out among the heathen"
- Accompagnato, Ciro: "Yes, I will rebuild thy city, God of Israel!"
- Soli e coro: I will magnify Thee, O God my king!